# Dopravní podnik města Jihlavy
Dopravní podnik města Jihlavy, a.s. (DPMJ) je akciová společnost, která je dopravcem v městské hromadné dopravě na území statutárního města Jihlava. Jejím jediným akcionářem je město Jihlava.

## Doprava

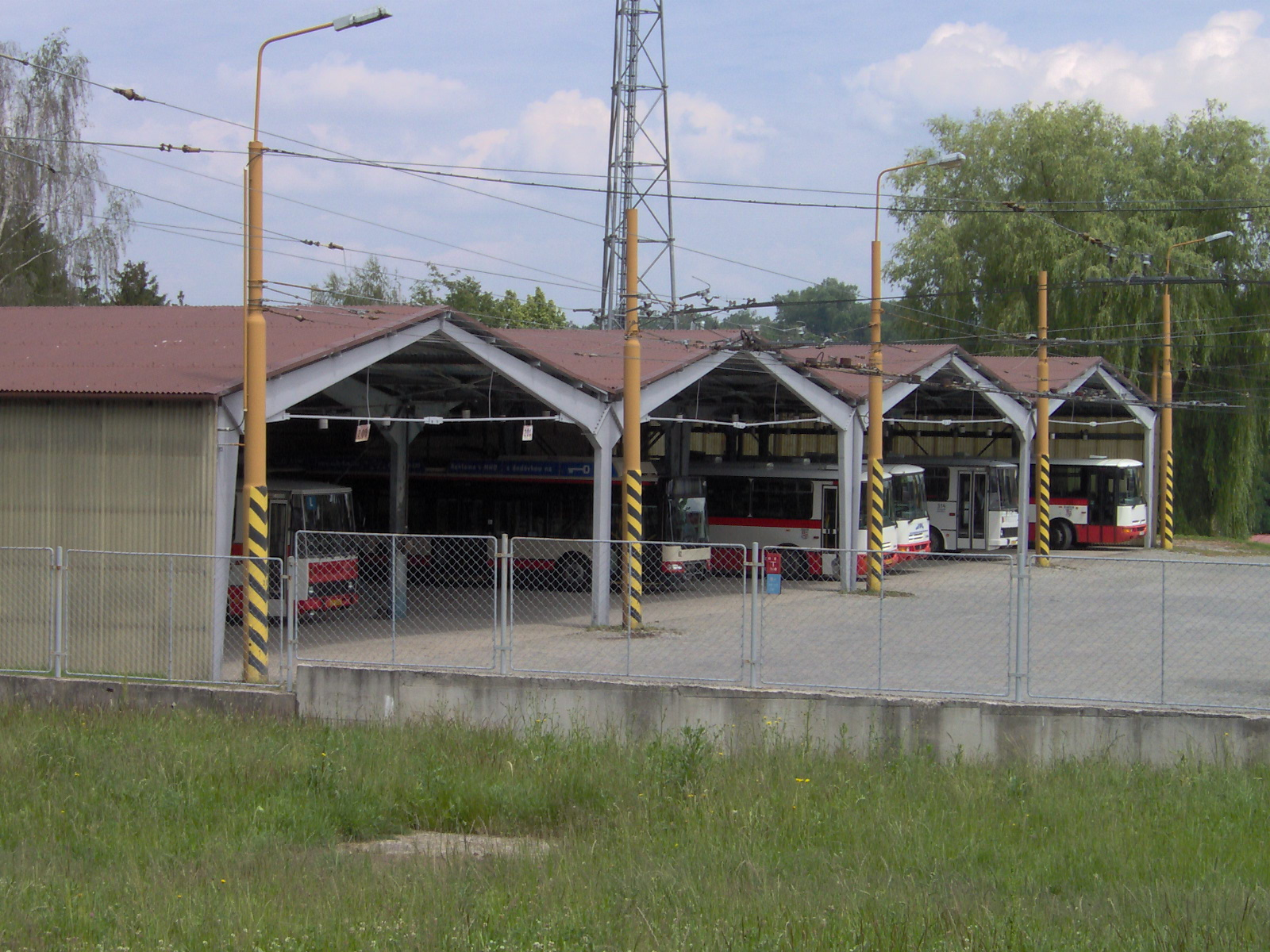
Vozovna DPMJ Brtnická

### Autobusová doprava
Městská autobusová doprava v Jihlavě zahájila provoz v roce 1943. Je provozování již od počátku jako doplněk k trolejbusové (do roku 1948 tramvajové) dopravě v Jihlavě. V roce 2021 DPMJ provozoval 11 linek autobusové dopravy a disponoval 40 vozidly. Linky jsou označeny čísly 2, 4, 7, 8, 9, 10, 12, 31, 32, 41 a 42. Většina spojů je provozována jako nízkopodlažní. Od roku 2011 je část provozu zajištěna vozidly na stlačený zemní plyn (CNG).

### Trolejbusová doprava
Trolejbusová doprava v Jihlavě navázala na předchozí tramvajovou dopravu provozovanou do roku 1948. V současné době DPMJ provozuje 8 linek trolejbusové dopravy. Linky jsou označeny písmeny A, B, C, E, F, G, H a Š3. Všechny spoje jsou provozovány jako nízkopodlažní, v roce 2021 bylo v provozu 39 vozidel.

### Další služby
- Čerpací stanice CNG a nafty
- STK a Emise pro nákladní vozidla
- Mycí linka osobních a nákladních vozidel
- Zájezdová doprava